# Ingenjörtrupper

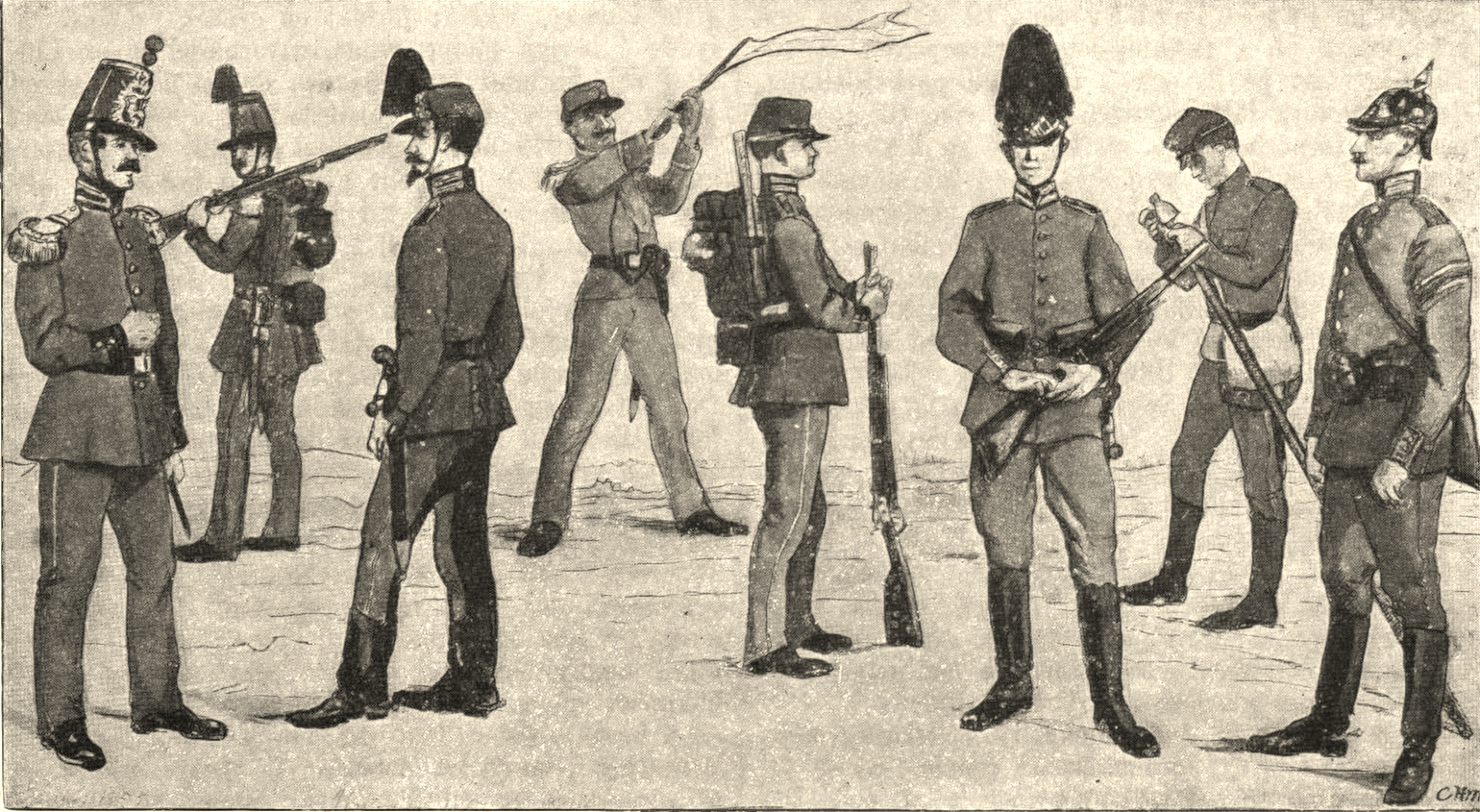
Uniformer för svenska ingenjörtrupper från början till slutet av 1800-talet

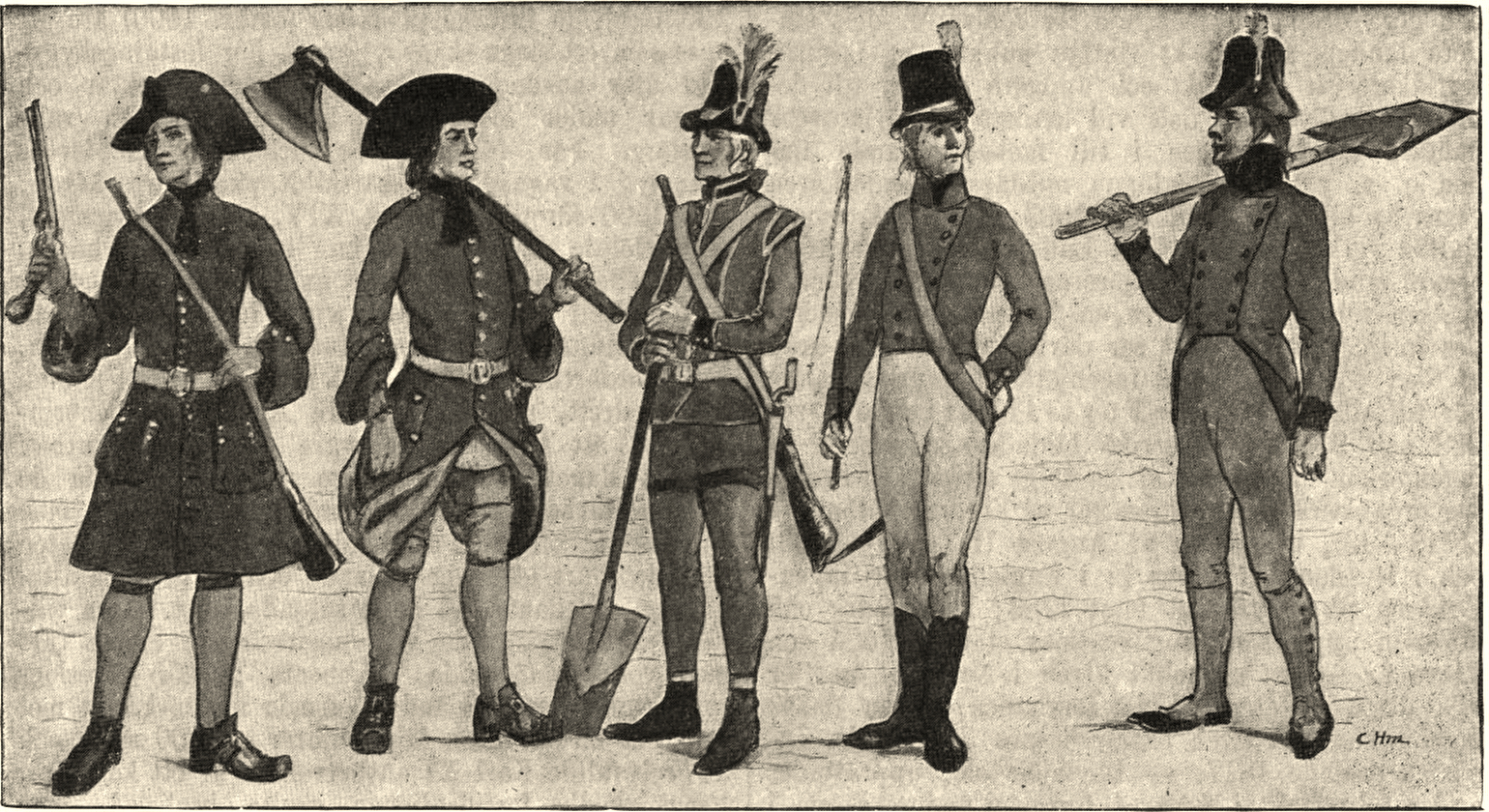
Från slutet av 1600-talet till början av 1800 (från Nordisk familjebok - uniformerna är rekonstruktioner. 1682 och 1700 bar dock de svenska trupperna i verkligheten inga tricorner).

Ingenjörstrupper (ibland ingenjörtrupper eller pionjärtrupper, tidigare även sappörer, genitrupper, tekniska trupper) är ett truppslag inom många arméer. Det har till uppgift att utföra alla inom krigsteknikens område, undantagande vad som rör vapenteknik, fallande arbeten. Redan romarna hade sådana i sina fabri.
Frankrike hade tidigt framstående militäringenjörer, men först 1699 fick de franska ingenjörtrupperna fast organisation. Österrike uppsatte ingenjörkårer under 1640-talet, Danmark 1648, Preussen, Sachsen och Ryssland i början av 1700-talet.
I Brandenburg och Frankrike hade minörkårer skapats under 1600-talet och under 1700-talet pontonjärkårer, som dock vanligen tillhörde artilleriet. Preussen var det första land, som genom sina 1810 uppsatta pionjärkompanier erhöll enhetspionjärer.